# 6. Sinfonie (Schostakowitsch)
Die Sinfonie Nr. 6 h-Moll, op. 54 von Dmitri Schostakowitsch wurde 1939 geschrieben und am 21. November 1939 von den Leningrader Philharmonikern unter Jewgeni Mrawinski uraufgeführt.
Das Werk ist eine dreisätzige Sinfonie mit einer Spieldauer von ungefähr 30 Minuten.

## Geschichte
Die Sechste Sinfonie sollte ursprünglich eine großangelegte „Lenin-Sinfonie“ werden – ein oft angekündigtes, doch nie in die Tat umgesetztes Projekt. Schostakowitsch kündigte einst im September 1938 an, dass er begierig auf die Arbeit an seiner Sechsten Sinfonie wäre, die eine monumentale Komposition für Solisten, Chor und Orchester werden und das Gedicht Wladimir Iljitsch Lenin von Wladimir Majakowski beinhalten sollte, aber die Ausdruckskraft des Gedichts machte es schwierig, dieses zu vertonen. Er versuchte später andere Literatur über Lenin in seine neue Sinfonie mit einzubauen, aber erfolglos. Im Januar 1939 sprach er in einem Radiointerview über seine Sechste Sinfonie, ohne Lenin oder andere außermusikalische Assoziationen zu erwähnen.
Die rein instrumentale Sinfonie Nr. 6 wurde im September 1939 fertiggestellt. Schostakowitsch kommentierte das in der Presse:

„Der musikalische Charakter der Sechsten Sinfonie wird sich von der Stimmung und dem Gefühl der Fünften Sinfonie unterscheiden, in der Momente der Tragik und Anspannung charakteristisch waren. In meiner neuesten Sinfonie herrscht eine Musik nachdenklicher und lyrischer Ordnung vor. Ich wollte dies in die Stimmungen von Frühling, Freude und Jugend vermitteln.“

Am 21. November 1939, genau zwei Jahre nach der Premiere der Sinfonie Nr. 5, fand die Uraufführung der Sinfonie Nr. 6 in der Großen Halle der Leningrader Philharmonie in Leningrad mit den Leningrader Philharmonikern unter Jewgeni Mrawinski statt, somit am gleichen Ort und mit denselben Interpreten wie bei der Uraufführung der vorhergehenden Sinfonie. Die Sinfonie hatte eine erfolgreiche Premiere, wobei deren Finale wiederholt werden musste, wurde aber später wegen ihrer vermeintlich unbeholfenen Struktur und ihrer jähen Stimmungswechsel kritisiert.
Die erste Aufnahme wurde von Leopold Stokowski mit dem Philadelphia Orchestra 1940 gemacht.

## Musik
Die Sinfonie Nr. 6 hat drei Sätze:
1. Largo
2. Allegro
3. Presto

Die Sechste Sinfonie ist unüblich strukturiert und beginnt mit einem langen, introspektiven, langsamen Satz, dem zwei kurze Sätze folgen: ein Scherzo und ein „vollblütiger und zügelloser Musikhallen-Galopp“. Den Galopp des dritten Satzes betrachtete Schostakowitsch selbst als den gelungensten.